# Pione Sisto
Pione Sisto Ifolo Emirmija (Kampala, 1995. február 4. –)  válogatott dán labdarúgó. Jelenleg a  görög Árisz Theszaloníkisz játékosa. 

## Pályafutása
Pione Sisto Ugandában született, Kampala városában. 2002-ben, hétévesen került a Tjørring IF csapatához, majd 2010-ben a Midtjyllandhoz.
A felnőtt csapatban a 2012–13-as bajnokságban debütált. 2014. március 2-án első gólját is megszerezte az FC København elleni bajnokin. Ebben az évben jelölték az év dán labdarúgója díjra. A következő idényben több mérkőzést kihagyott sérülés miatt. Mikor visszatért, meghatározó játékossá nőtte ki magát, gólerős játékával pedig több nagy európai élklub figyelmét felkeltette, a holland AFC Ajax hétmilliós ajánlatot tett érte, ám azt klubja nem fogadta el.
2016. február 18-án az Európa-ligában gólt lőtt a Manchester Unitednek, és bár az első mérkőzést megnyerték (2–1), a visszavágón súlyos vereséget szenvedtek és kiestek.
2016. július 31-én a spanyol élvonalbeli Celta Vigo igazolta le ötmillió euróért cserébe. 2020. szeptember 7-én visszatért a Midtjylland csapatához.

## Sikerei, díjai
- Midtjylland
  - Dán bajnok: 2014–15